# Krzysztof Straub
Krzysztof Straub (ur. 2 sierpnia 1949 w Bielsku-Białej Mikuszowicach, zm. 26 września 2019) – polski ksiądz katolicki, honorowy kapelan Ojca Świętego (prałat). 

## Życiorys
Święcenia kapłańskie otrzymał 18 maja 1975 roku z rąk ówczesnego kard. Karola Wojtyły. W marcu 1983 roku został przeniesiony jako wikariusz do parafii Wniebowzięcia Najświętszej Maryi Panny w Oświęcimiu z misją utworzenia nowej parafii w dzielnicy Zasole. Do 2014 roku proboszczem parafii św. Józefa na Zasolu oraz dziekanem dekanatu oświęcimskiego. W 2010 roku papież Benedykt XVI nadał mu tytuł honorowego kapelana Ojca Świętego. W stopniu majora pełnił funkcję kapelana jednostek wojskowych i służb mundurowych w powiecie oświęcimskim.  
W latach emerytury zamieszkał w bielskim Domu Księży Emerytów. Pochowany w mogile kapłańskiej na cmentarzu w Mikuszowicach.

## Odznaczenia
- Krzyż Kawalerski Orderu Odrodzenia Polski (2005) – W uznaniu wybitnych zasług w upamiętnianiu historii i prawdy o obozie koncentracyjnym Auschwitz-Birkenau[4],
- Złota Odznaka Honorowa Województwa Małopolskiego – Krzyż Małopolski (2015)[5],
- Przyznanie tytułu Honorowego Obywatela Miasta Oświęcim – 2015[6].